# BSWW Mundialito 2008
Navigation
2007 2009
L'édition 2008 du BSWW Mundialito est la 13e édition de la compétition. Elle se déroule du 1er au 3 août 2008 à la praia da Rocha à Portimão (Portugal) et voit la 2e victoire de l'équipe du Portugal.

## Participants
- Argentine

- Brésil

- France

- Portugal

## Déroulement
Pour cette édition 2008, la compétition se déroule dans un format tournoi toutes rondes où tous les participants sont opposés une seule fois au cours de la compétition. Lors d'une égalité, la différence de buts particulière prime sur celle générale.

## Tournoi

### Journée 1
| 1er août 2008 | Brésil | 5 - 1 | France |  |  |
|               |        |       |        |  |  |

|  | Portugal | 6 - 0 | Argentine |  |  |
|  |          |       |           |  |  |

### Journée 2
| 2 août 2008 | Brésil | 3 - 2 (ap) | Argentine |  |  |
|             |        |            |           |  |  |

|  | Portugal | 2 - 1 (ap) | France |  |  |
|  |          |            |        |  |  |

### Journée 3
| 3 août 2008 | Portugal | 5 - 4 | Brésil |  |  |
|             |          |       |        |  |  |

|  | Argentine | 2 - 0 | France |  |  |
|  |           |       |        |  |  |

### Classement final
| Rang | Équipe    | Pts | J | G | N | P | Bp | Bc | Diff |
| ---- | --------- | --- | - | - | - | - | -- | -- | ---- |
| 1    | Portugal  | 9   | 3 | 3 | 0 | 0 | 13 | 5  | +8   |
| 2    | Brésil    | 6   | 3 | 2 | 0 | 1 | 12 | 8  | +4   |
| 3    | Argentine | 3   | 3 | 1 | 0 | 2 | 4  | 9  | -5   |
| 4    | France    | 0   | 3 | 0 | 0 | 3 | 2  | 9  | -7   |